# Hypocrea novae-zelandiae
Hypocrea novae-zelandiae är en svampart som beskrevs av Samuels & Petrini 1998. Hypocrea novae-zelandiae ingår i släktet svampdynor och familjen Hypocreaceae.   Inga underarter finns listade i Catalogue of Life.